# Герб Вороніжа (Росія)
Герб Вороніжа — один з офіційних символів міста Вороніж.

## Опис герба
Великий герб міста Вороніж має такий офіційний опис:
У червоному полі із золотим верхом, обтяженим чорним двоголовим орлом з золотими дзьобами, лапами й очима, з червленими язиками, який увінчаний трьома золотими імператорськими коронами і що тримає в правій лапі золоте берло, а в лівій — золотий держак. Щит увінчано золотою вежовою короною з п'ятьма видимими зубцями, оточеною по обручу золотим лавровим вінком.
Встановлюються три рівнодопускні версії герба міста Вороніжа: повний герб міста, середній герб (коронований щит) і малий герб (гербовий щит без золотої корони і прикрас).

## Історія герба
Історія появи воронізького герба пов'язана з відомою емблемою XVII століття. На сувенірних геральдичних значках зображувалася т. зв. «Воронізька емблема XVII століття».
У цьому випадку автори значка припустили, що на початках роль міського герба Вороніжа виконував особистий герб засновника Воронізької фортеці воєводи С. Ф. Сабурова: «в червоному полі — срібляста стріла, в нижньому лівому кутку, на блакитному полі — золота піка, шпичкою звернена догори, в правому срібному полі —- орляча лапа, що тримає шаблю». Саме герб воєводи зображувався на його печатці, що прикладається до офіційного листування.
Герб для прапора Воронізького полку (1730 р): «У золотому щиті, на червоному полі, дві мідні гармати на маґлях, з яких на одній сидить білий, одноголовий орел; під гарматами зелена земля».
Прообразом цього герба стала емблематична композиція з книги «Символы и эмблемата», яка зображає орла, що сидітиме на стріляючому знарядді, на тлі блискавок. Емблема мала девіз: «Він не боїться ні того, ні іншого»
У 1781 році указом імператриці Катерини II був затверджений герб Воронізької губернії, в якому була зображена річка Вороніж, що ллється з глечика. Сюжет нового герба, запропонованого А. А. Волковим, також має прообраз у книзі «Символы и эмблемата». Тут, за номером № 817 є фігура водолія з глечиком, що виприскує потік води під девізом: «Всякъ знай свою справу».

### Радянський герб Вороніжа
Офіційному радянському гербу передувала емблема, введена в 1965 році. На емблемі зображувалися колосся, орбіти електронів і вітрильний корабель. Пізніше ці елементи увійшли в герб міста. Автором проекту виступив В. П. Діденко. У верхній частині щита, в його «шапці», поміщений державний прапор РРФСР. У центрі на золотаво-жовтому полі символічно зображені основні напрямки воронізької промисловості: напівтриб, як символ машинобудування і знак напівпровідникового транзистора — символ радіоелектроніки, а також колоски пшениці, що символізують сільськогосподарське виробництво. Зубці фортечної стіни в нижній частині герба нагадують про місто-фортецю, що неприступно стояла на сторожі південних кордонів в часи набігів кочівників, а також про важку військову працю під час воєн. У цю стіну коричневого кольору вписаний червоний квадрат з білим трищогловим вітрильником, звертаючи увагу до міста, як колиски військово-морського флоту. У нижній частині щита наявне блакитне поле з хвилястими лініями, що символізують річку Вороніж і водосховище — «Воронізьке море».
Радянський герб Вороніжа затверджений 24 березня 1969 року рішенням I сесії XII скликання Воронізького міської Ради депутатів трудящих. Автор — В. П. Діденко.

### Новий герб Вороніжа

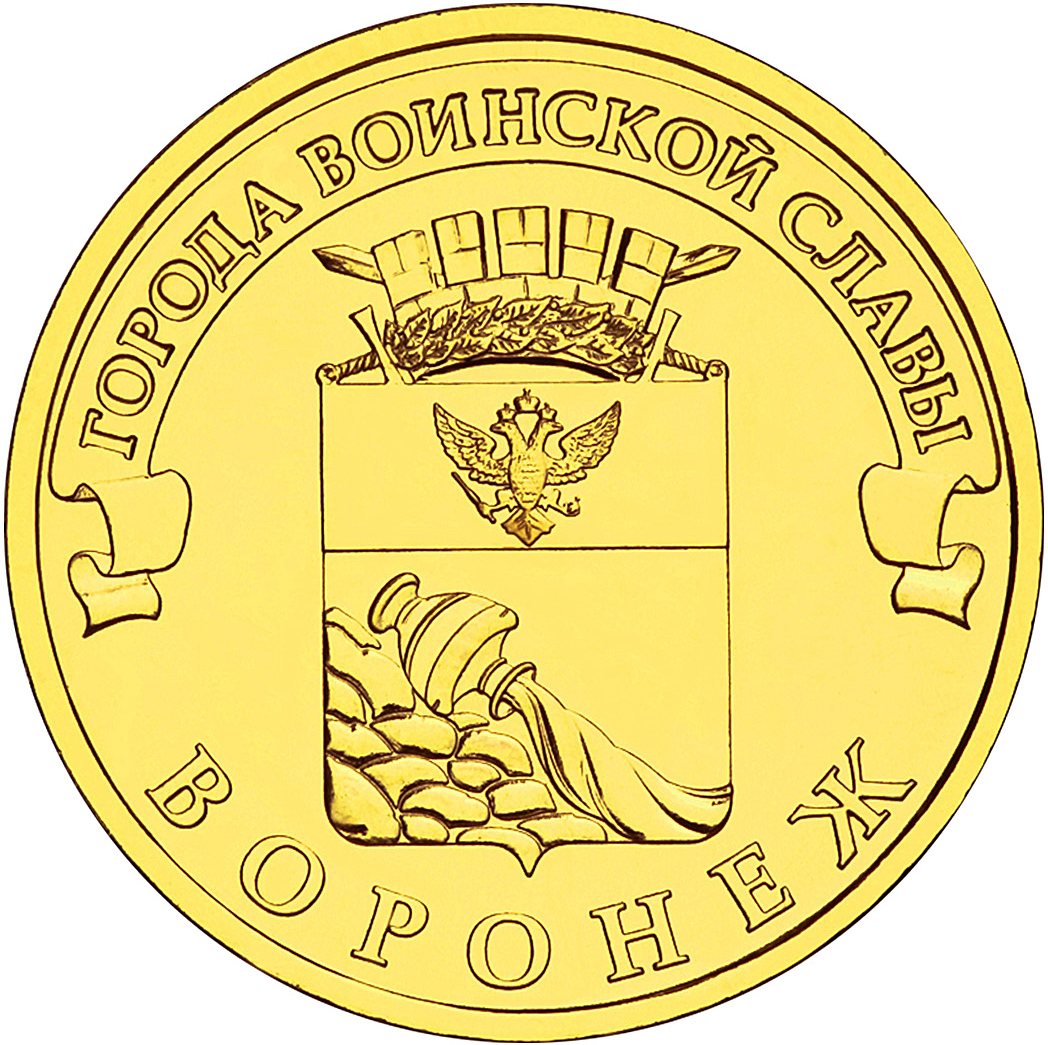
Герб Вороніжа на монеті номіналом 10 рублів

Герб Вороніжа, затверджений 19 липня 1994 року постановою глави Адміністрації Вороніжа (№ 550 від 19 липня 1994 року), зовні був схожий із гербом міста, прийнятим 23 вересня 1881 році. Згідно зі статутом міста Вороніж (Стаття 6. Міська символіка) герб міста Вороніжа являв собою 
|  | ... французький щит, на червоному полі якого зображено золоту гору, яка виходить з правого боку (для спостерігача з лівої). На горі зображений перекинутий срібний глечик, що виливає воду. Щит увінчаний золотою вежовою короною з трьома зубцями і оточений двома золотими колосками, з'єднаними Олександрівською стрічкою |

На прапорі міста зображено той же герб у білому прямокутнику.
26 вересня 2008 року Воронізька міська дума затвердила новий герб міста, внесений в Державний геральдичний реєстр РФ на підставі рішення Геральдичної ради при Президентові РФ від 30 жовтня 2008 року.
У кінці січня 2009 року голова міста підписав розпорядження про використання зображення нового герба на печатках і бланках міської адміністрації.